# Rio Valdejudíos
Valdejudíos é um rio espanhol da província de Castela-Mancha afluente do Rio Ciguela.